# Leji
El Leji o Lehi (acrónimo hebreo de "Lojamei Jerut Israel", "Luchadores por la Libertad de Israel"), comúnmente conocido de forma peyorativa como la Banda de Stern, fue una organización militante paramilitar sionista fundada por Abraham ("Yair") Stern en el Mandato británico de Palestina. Su objetivo declarado era desalojar a las autoridades británicas de Palestina mediante el uso de la violencia, permitiendo la inmigración sin restricciones de judíos y la formación de un Estado judío. Inicialmente se denominó Organización Militar Nacional en Israel, tras su fundación en agosto de 1940, pero un mes después pasó a llamarse Leji.
El grupo consideraba legítimos los actos de terrorismo para la liberación nacional y era visto como un grupo terrorista por los servicios de inteligencia británicos. Así mismo el Departamento de Justicia de los Estados Unidos lo consideraba como una organización terrorista que llevó a cabo ataques aparentemente arbitrarios contra la población árabe. Al igual que la Enciclopedia Británica, que lo cataloga como un grupo terrorista.
El Leji se separó del grupo paramilitar Irgún en 1940 para seguir luchando contra los británicos durante la Segunda Guerra Mundial. Inicialmente buscó una alianza con la Italia fascista y la Alemania nazi. Creyendo que la Alemania nazi era menos enemiga de los judíos que Gran Bretaña, Leji intentó en dos ocasiones formar una alianza con los nazis, proponiendo un Estado judío basado en "principios nacionalistas y totalitarios, y vinculado al Reich alemán mediante una alianza". Tras la muerte de Stern en 1942, la nueva dirección del Lehi empezó a inclinarse por el apoyo a la Unión Soviética de Stalin y a la ideología del nacionalbolchevismo, que consideraba una amalgama de derecha e izquierda. El nuevo Leji, que se consideraba a sí mismo "socialista revolucionario", desarrolló una ideología original que combinaba una creencia "casi mística" en el Gran Israel con el apoyo a la lucha de liberación árabe. Esta ideología no consiguió el apoyo del público y el Leji obtuvo malos resultados en las primeras elecciones israelíes.
En abril de 1948, el Leji y el Irgún fueron conjuntamente responsables de la masacre de Deir Yassin de al menos 107 aldeanos árabes palestinos, entre ellos mujeres y niños. También asesinó a Lord Moyne, ministro británico residente en Oriente Medio, y cometió muchos otros atentados contra los británicos en Palestina.
El 29 de mayo de 1948, el gobierno de Israel, tras incorporar a sus miembros activistas a las Fuerzas de Defensa de Israel, disolvió formalmente el Leji. Unos meses más tarde algunos de sus miembros llevaron a cabo el asesinato  del diplomático sueco Folke Bernadotte. Tras el asesinato, el nuevo gobierno israelí declaró al Leji como organización terrorista, detuvo a unos 200 miembros y condenó a algunos de los líderes. Justo antes de las primeras elecciones israelíes, en enero de 1949, el gobierno concedió una amnistía general a los miembros del Leji.
En 1980, Israel instituyó una condecoración militar, un «premio a la actividad en la lucha por el establecimiento de Israel», llamado la cinta de Leji. El antiguo líder del Leji, Isaac Shamir, fue nombrado primer ministro de Israel en 1983.

## Orígenes

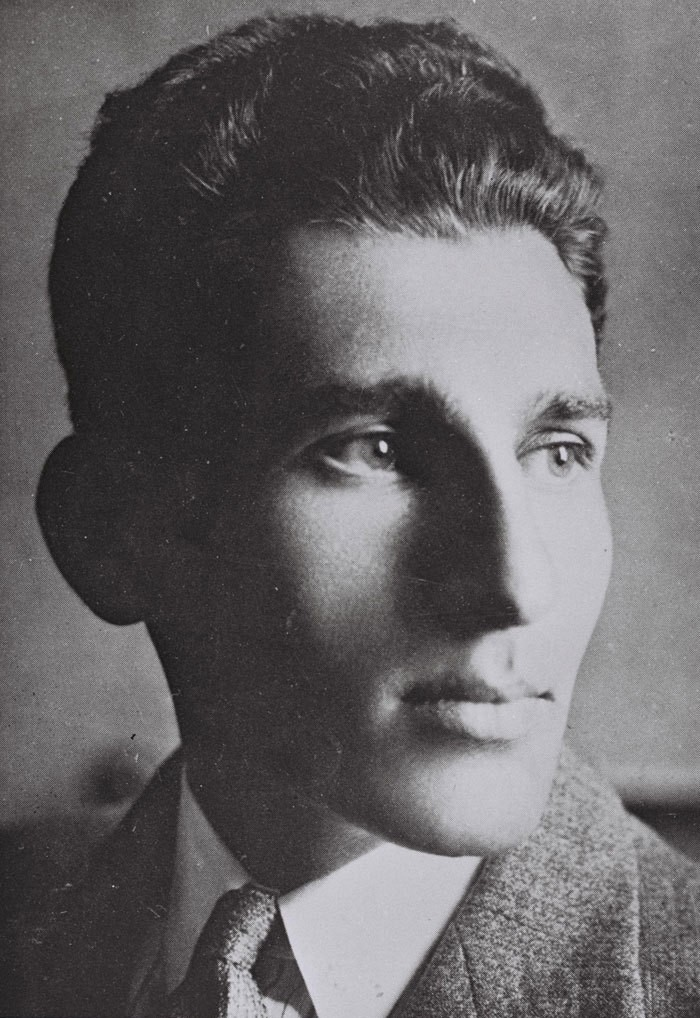
Abraham Stern.

Abraham Stern fue originalmente un miembro del Movimiento Sionista Revisionista creado por Zeev Jabotinsky en 1925 y un militante del Irgún. En enero de 1940, cuando el Irgún decidió suspender sus operaciones militares contra el mandato británico para apoyar la causa aliada en la Segunda Guerra Mundial, Abraham Stern se separó del grupo y decidió formar uno propio al que llamó Leji, cuyo único objetivo sería combatir contra las autoridades mandatarias británicas. Stern creía que el pueblo judío debía concentrarse en luchar contra las fuerzas de ocupación británicas en vez de apoyarlas en su lucha contra la Alemania nazi, como decidió el sector sionista mayoritario, ya que en su opinión expulsando a los británicos se lograría crear el «Hogar para los judíos» prometido en la Declaración Balfour. Y creían que la lucha armada era la única manera de lograr la independencia nacional.
En enero de 1940, el Irgún decidió cesar sus ataques contra el Mandato británico para apoyar el esfuerzo aliado en la Segunda Guerra Mundial. Esta decisión provocó la ruptura de Stern con el grupo, ya que consideraba que la prioridad debía ser expulsar a los británicos de Palestina.
Poco después, fundó una nueva organización llamada Leji (acrónimo en hebreo de Lohamei Herut Israel, "Luchadores por la Libertad de Israel"), también conocida como el Grupo Stern. Su objetivo principal era luchar contra las autoridades británicas mediante acciones armadas, facilitando la inmigración judía y la creación de un Estado independiente.
Stern sostenía que, a pesar de la amenaza nazi en Europa, la liberación de Palestina era un objetivo más urgente para el pueblo judío. Incluso intentó establecer contactos con los gobiernos fascistas de Italia y Alemania para aliarse contra los británicos, aunque sin éxito y con fuerte condena por parte del movimiento sionista principal.

## Objetivos y métodos
El Leji se inspiraba en los métodos de lucha clandestina del IRA ("Ejército Republicano Irlandés") y tenía tres objetivos principales:
- Reunir a todos los judíos de la diáspora en Eretz Israel.
- Expulsar a las autoridades británicas de Eretz Israel mediante la «lucha armada» para luego crear un Estado judío en todo ese territorio.
- Presentarse ante el mundo como la única organización armada judía que luchaba por una verdadera independencia.

Además de estos objetivos, Lehi promovía una ideología nacionalista radical que abogaba por la creación de un Estado judío soberano en toda la Tierra de Israel, la revivificación del idioma hebreo como lengua nacional y la reconstrucción del Tercer Templo en Jerusalén. También contemplaba la transferencia de la población árabe fuera de Palestina, como solución al conflicto demográfico.
En cuanto a los métodos, Lehi adoptó tácticas de guerrilla urbana y terrorismo selectivo. Sus operaciones incluían asesinatos de funcionarios británicos, atentados con explosivos, sabotajes y ataques directos a fuerzas de seguridad. Uno de sus actos más notorios fue el asesinato de Lord Moyne, Ministro Residente Británico en el Medio Oriente, en El Cairo en 1944.
Lehi también buscó alianzas estratégicas con enemigos del Reino Unido durante la Segunda Guerra Mundial, incluyendo contactos con la Alemania nazi e Italia fascista, en un intento por obtener apoyo político y militar. Estas propuestas fueron rechazadas y condenadas por el liderazgo sionista mainstream.

## Evolución y desarrollo de las tácticas de la organización
Los británicos, por medio del Libro Blanco, seguían impidiendo la inmigración de judíos a Palestina durante la guerra, pero la posición del sector sionista mayoritario fue, en palabras de Ben Gurión, «ayudar a los británicos como si no hubiese Libro Blanco y oponerse al Libro Blanco como si no hubiese guerra», táctica que rechazó el Leji. 
El Leji consideraba al Gobierno británico el único y principal enemigo, mientras que a Hitler solo lo veían como uno de tantos perseguidores que había sufrido el pueblo judío, con el que incluso podían plantearse alianzas tácticas, confiados en que la idea nacionalsocialista de dejar Europa judenrein (sin judíos) podría ser funcional a sus planes de facilitar el retorno masivo de judíos a Palestina. Eso explica que, a principios de 1941, los principales líderes del Leji tuvieran contactos con las autoridades del Tercer Reich con el objetivo de conseguir la expulsión de los judíos de Europa hacia Palestina, evitando así que llevaran a la práctica la solución final o exterminio masivo, ofreciendo a cambio la resistencia judía en Medio Oriente contra el Imperio británico. 
En febrero de 1942 la policía secreta británica descubrió el lugar de escondite de Abraham Stern y lo asesinó (su sucesor fue Isaac Shamir, quien muchos años después se convertiría en primer ministro del Estado de Israel), arrestando al mismo tiempo a muchos miembros de la organización.
En noviembre de 1944 integrantes del Leji mataron a Lord Moyne, ministro británico de asuntos del Medio Oriente, tras descubrirse en él actos graves de antisemitismo. Los atacantes posteriormente fueron atrapados y ahorcados en El Cairo en 1945.[cita requerida]
Los integrantes del Leji continuaron con sus actividades contra los británicos. Desde noviembre de 1945 hasta agosto de 1946, el Leji actuó dentro del "Movimiento de Rebelión Hebrea" (Tnuat Hameri), movimiento común de la Haganá, el Irgún y el Leji que, tras la Segunda Guerra Mundial, tuvo como objetivo común la expulsión del régimen británico de Palestina y la independencia judía. 
Entre las actividades del Leji durante sus años de existencia se destacan los ataques a las bases militares británicas, la explosión del aeropuerto británico cercano a Kfar Sirkin, el sabotaje a las refinerías de Haifa y la destrucción de los talleres ferroviarios de esta ciudad y otros de menor relevancia. En los meses posteriores a mayo de 1948, los integrantes del Leji se unieron al Tzahal.
Entre 107 y 120 civiles aldeanos árabes murieron entre el 9 y 11 de abril de 1948 en Deir Yassin, cerca de Jerusalén, en lo que se llamó la masacre de Deir Yassin. La estimación generalmente aceptada por los estudiosos, en cambio, es de 254 árabes asesinados. La acción fue perpetrada por 132 milicianos (72 del Irgún y 60 de Leji junto con algunas mujeres de apoyo).
El 17 de septiembre de 1948, Leji asesinó al dirigente de la Cruz Roja Folke Bernadotte, mediador de las Naciones Unidas que había negociado con los alemanes la liberación de 31.000 judíos de los campos de concentración al acabar la Segunda Guerra Mundial.